# سنبله‌ای
عروس کوهی، سنبله‌ای، شاطرا، صوراسرافیل (نام علمی: Stachys) یا مترادف (نام علمی:  Betonica) نام یک سرده از تیره نعناعیان است.

## نگارخانه

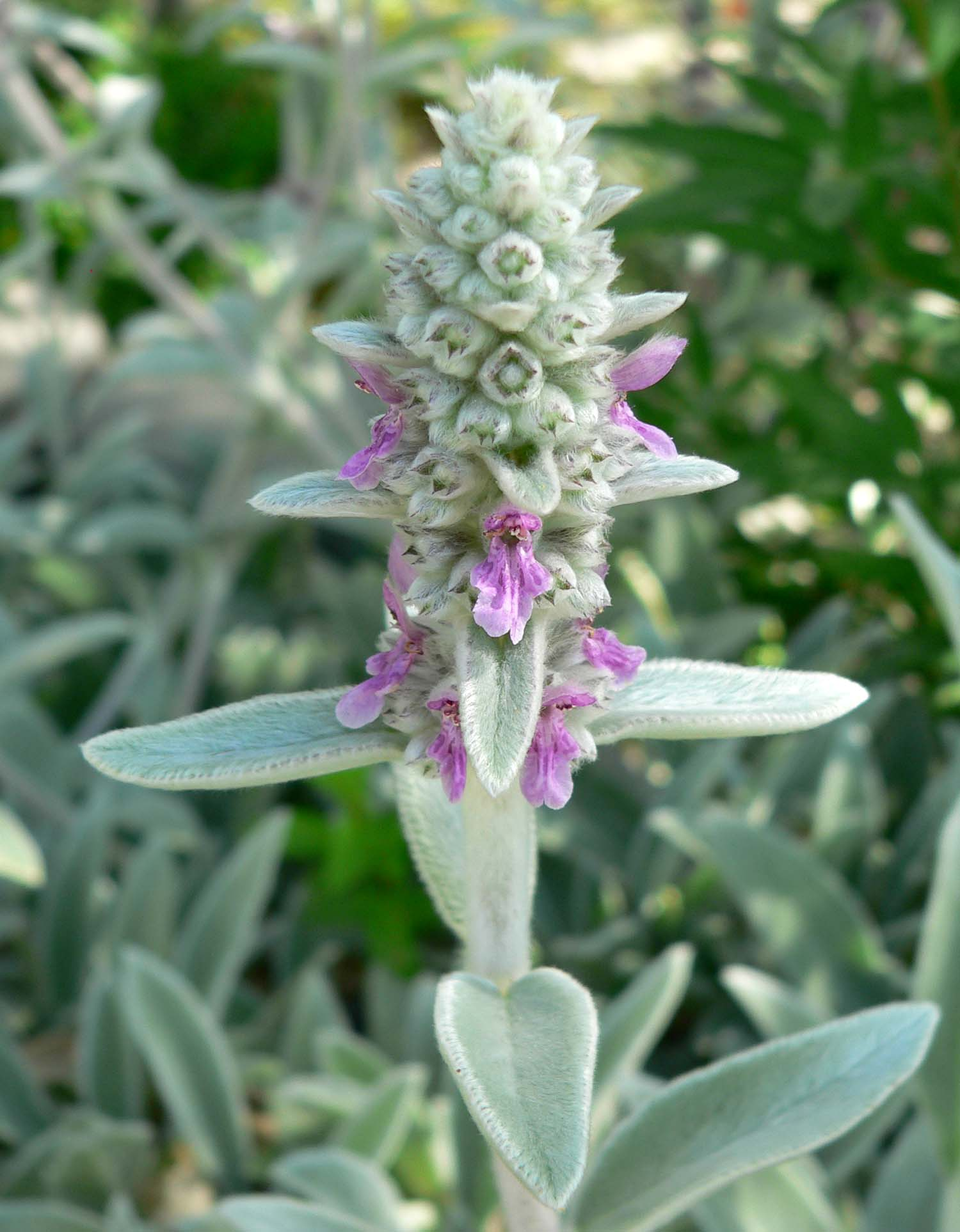
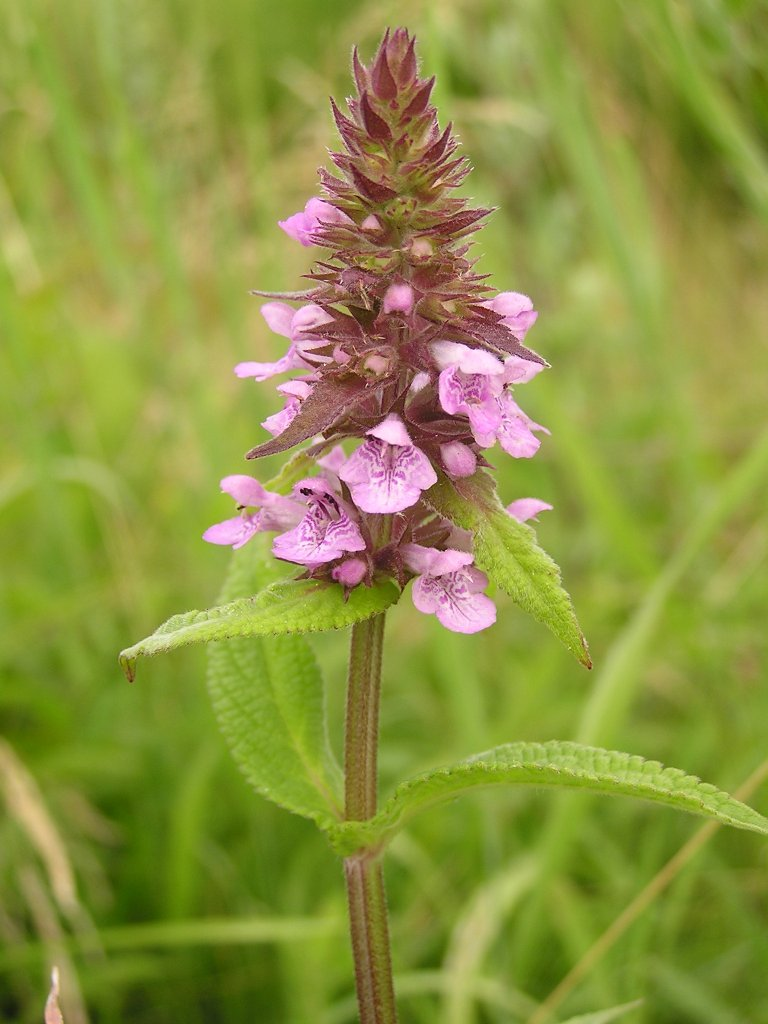
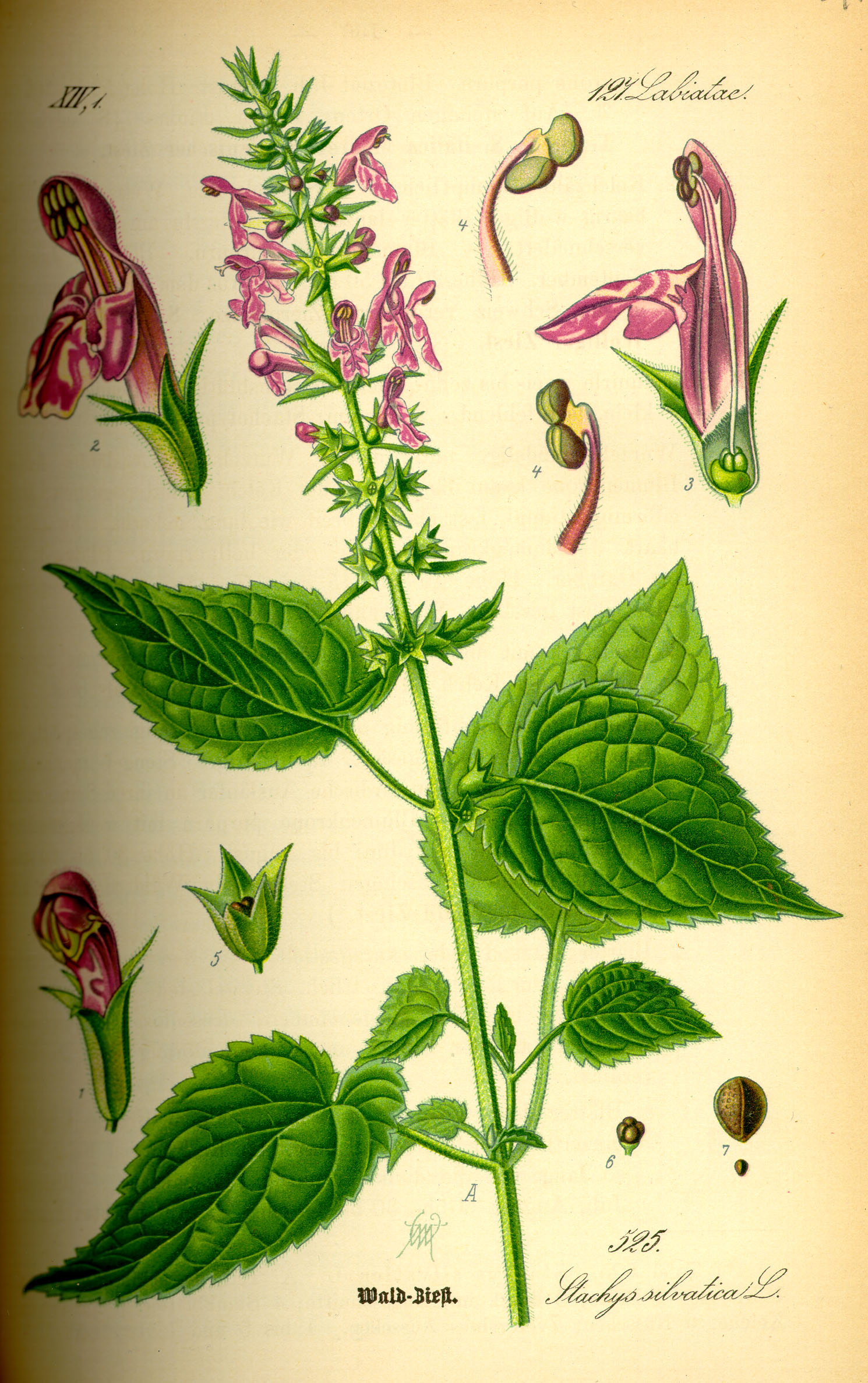
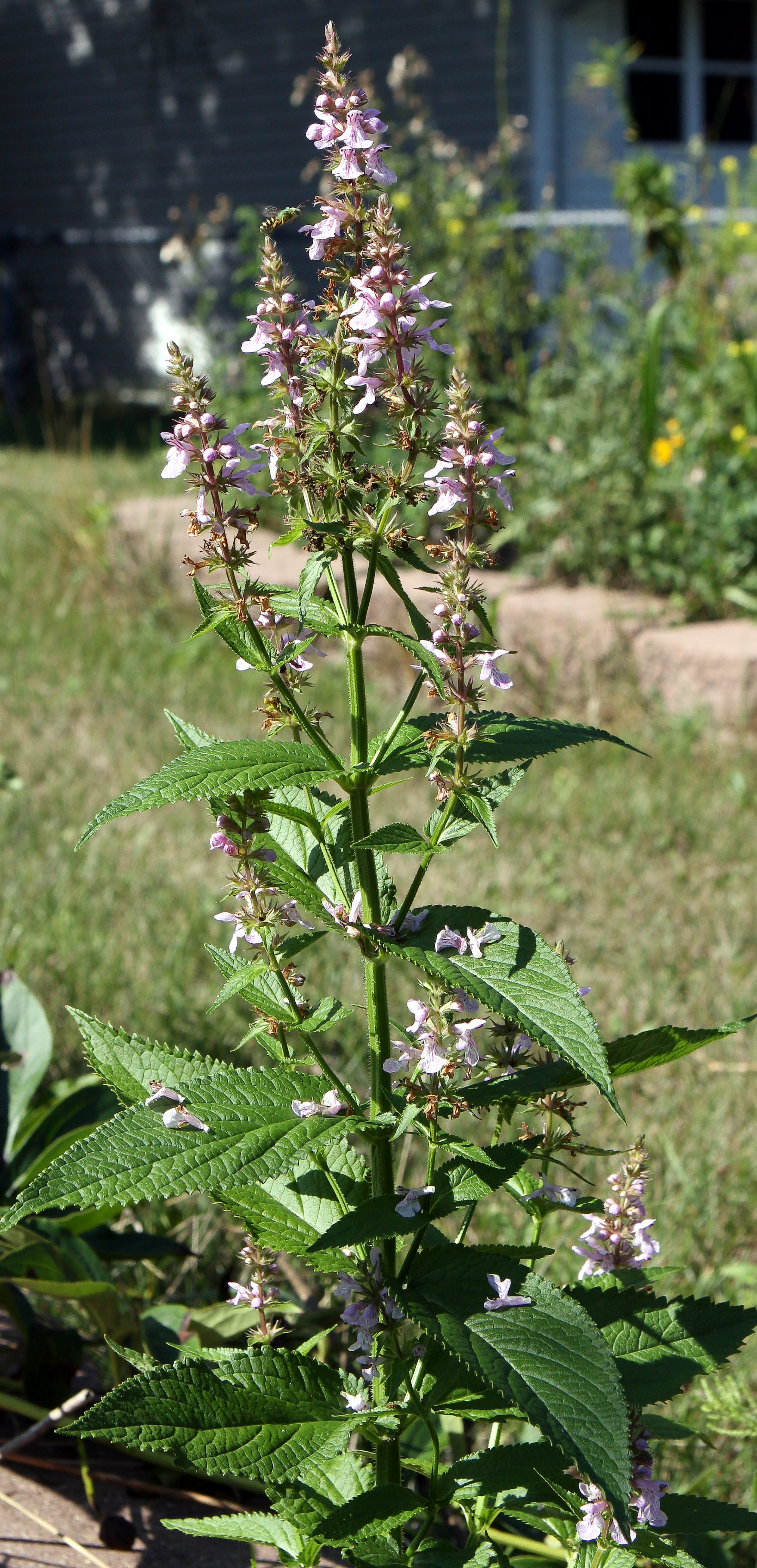
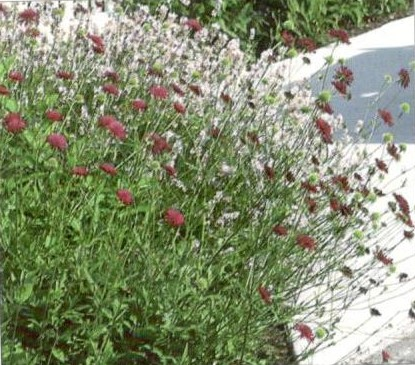